# Reimar Zeller
Reimar Zeller (* 26. September 1925 in Grenchen, Schweiz; † 1. Dezember 2007 in Berlin) war ein deutscher Theologe und Kunsthistoriker.

## Leben
Reimar Zeller wuchs in Blumberg im Schwarzwald und in Kaiserslautern auf. Sein Vater Alphons Zeller war altkatholischer Pfarrer; er hatte fünf Geschwister, darunter Abt Anselm Zeller. Nach dem Abitur war er von 1943 bis 1945 Luftwaffensoldat. Er geriet in sowjetische Kriegsgefangenschaft, konnte aber fliehen. Es folgte das Studium der Theologie in Tübingen, Mainz und Marburg; von 1950 bis 1956 hatte er sein Vikariat und die erste Pfarrstelle in Hohenwerbig und Kleinmachnow/DDR. 1950 heiratete er die Schriftstellerin Eva Zeller. 1951 kam die Tochter Susanne Zeller zur Welt (die Tochter Maren stammte aus der ersten Ehe von Eva Zeller). 
1956 verließ die Familie die DDR und ging nach Südwestafrika (heute Namibia), wo Zeller die deutsche Gemeinde in Swakopmund und Walvis Bay wie auch die Angola-Deutschen betreute. 1958 wurden die Zwillinge Cordula und Joachim geboren. 1962 kehrte die Familie in die Bundesrepublik Deutschland zurück, wo Zeller bis 1974 die Gemeinde in Düsseldorf-Oberkassel übernahm. Von 1962 bis 1974 war er Mitglied und Mitarbeiter in der Gesellschaft für christlich-jüdische Zusammenarbeit in Düsseldorf. Zeller wohnte anschließend in Villingen (Schwarzwald) und Heidelberg. Die letzten Berufsjahre arbeitete Zeller als Religionspädagoge an verschiedenen Gymnasien. Er war auch als Erzähler tätig und Mitarbeiter in zahlreichen kirchlichen und weltlichen Presseorganen. So schrieb er während seiner Düsseldorfer Jahre regelmäßig theologische Artikel für die Rheinische Post. Seit 1998 lebte er in Berlin.

## Werke (Auswahl)
Belletristik:
- Schmetterlinge im Betschuanaland. Roman. Goldmann Verlag, München 1971 (unter dem Pseudonym Simon Gerbert; zuerst DVA 1970).
- Der Zauberer im Vatikan. Novelle um Thomas Mann. Allitera-Verlag, München 2006, ISBN 3-86520-239-X.

Kunsthistorische und theologische Bücher:
- Automobil. Das magische Objekt in der Kunst. Insel-Verlag, Frankfurt/M. 1985.
- (Hrsg.): Das Automobil in der Kunst. 1896-1996. Prestel, München 1986, ISBN 3-7913-0772-X (Katalog zur gleichnamigen Ausstellung im Haus der Kunst in München).
- Luther wie ihn keiner kennt. Lutherbriefe aus dem Alltag. Herder, Freiburg/B. 1983, ISBN 3-451-19692-1.
- Prediger des Evangeliums. Erben der Reformation im Spiegel der Kunst. Schnell & Steiner, München 1998, ISBN 3-7954-1154-8.

Artikel in Sammelbänden, Zeitungen- und Zeitschriften: 
- Tagebuch einer Visitationsreise zum Okavango, in: Afrikanischer Heimatkalender 1962, S. 107–112.
- Durch heidnische Sitten bedroht. Zum Hirtenbrief der Rheinischen Missionskirchen in Südwestafrika, in: Unsere Kirche. Evangelisches Sonntagsblatt für Westfalen und Lippe, 18. Jg., Nr. 21, 26. Mai 1963.
- Heißes Eisen der Ökumene. Die Kirchen und die Rassenfrage in Südafrika, in: Der Weg, Jg. 1963, Nr. 24/25, 16. u. 23. Juni 1963, S. 5.
- Die schwarzen Kirchen und die Apartheid, in: Der Weg, Jg. 1963, Nr. 27, 7. Juli 1963, S. 4/5.
- Ist Gott zornig auf die Weißen? Propheten in Afrika, in: Der Weg, Jg. 1963, Nr. 36, 8. September 1963, S. 5.
- Der Leserbrief, in: Der Weg, Jg. 1963, Nr. 44, 3. November 1963, S. 4.
- Das Gotteslob der Kamele, in: Der Weg, Jg. 1964, Nr. 20, 17./18. Mai 1964, S. 7.
- Afrika im Spiegel der neueren Literatur, in: Afrikanischer Heimatkalender 1964, S. 94–100.
- Gibt es eine moderne christliche Kunst?, in: Afrikanischer Heimatkalender, 1968, S. 86–91.
- Ticken in der Leitung, in: Eva Zeller (Hg.): Generationen. Dreißig deutsche Jahre, Stuttgart 1972, S. 82–87 (unter dem Pseudonym Simon Gerbert).
- Ehrenrettung Josephs, in: Was fällt ihnen zu Weihnachten ein, hrsg. v. Horst Nitschke, Gütersloh 1974, S. 42–44 (unter dem Pseudonym Simon Gerbert).
- Der Wagen genoß fromme Achtung. Papst Pius XI. begeisterte sich wie keiner seiner Vorgänger für technische Errungenschaften, in: Deutsches Allgemeines Sonntagsblatt, Nr. 52, 29. Dezember 1989, S. 16.
- Erinnerungen an Leonard Auala. Bischof der Evangelisch-Lutherischen-Ovambo-Kavango-Kirche, in: Namibia Magazin 4/2002, S. 10–12.
- Das Vaterunser in Bildern. Leporello mit Begleittexten zum Gemäldezyklus von Siegfried Arno Gottlieb Angermüller, Heidelberg, Atelier SAGA, 2003.